# Demande de brevet
Une demande de brevet est une requête déposée par une personne, appelée demandeur, auprès d'un office des brevets pour la délivrance d'un brevet d'invention. Une demande de brevet contient généralement, outre la requête elle-même, une description de l'invention, un ensemble d'une ou plusieurs revendications énoncées dans un document officiel, y compris les formulaires officiels nécessaires et la correspondance associée. Les termes demandes de brevet réfèrent également à cette description de l'invention.
La délivrance du brevet relève de la compétence de l'office des brevets auprès duquel la demande a été déposée. Il peut s'agir d'un bureau national, comme l'INPI pour la France ou l'USPTO pour les États-Unis. Il peut également s'agir d'un bureau régional officiant pour plusieurs États, comme l'Office européen des brevets ou encore l'Organisation africaine de la propriété intellectuelle. Le brevet étant un titre associé à un territoire national, la demande de brevet déposée auprès d'un bureau régional sera unique jusqu'à la délivrance du brevet, lequel éclatera alors en autant de brevets nationaux que d'États pour lesquels le demandeur souhaite une protection. 
L'instruction de la demande par l'office auprès duquel elle a été déposée est appelée procédure de délivrance. Cette procédure consiste à examiner si la demande de brevet est conforme, tant sur le fond que sur la forme, au droit de la propriété industrielle du ou des pays pour lesquels une protection est recherchée. Une fois que le fascicule de brevet est conforme aux lois de l'office concerné, un brevet peut être délivré pour l'invention décrite et revendiquée par le fascicule.

## Définition
Le terme demande de brevet fait référence aux procédures judiciaires et administratives de demande de délivrance d'un brevet pour une invention, ainsi qu'au document physique et au contenu de la description et des revendications de l'invention, y compris ses documents de procédure.
La première d'entre elles — la demande d'un privilège juridique auquel le demandeur a droit si la demande est fondée — est temporelle par nature. Le privilège cesse d'exister dès que la demande est retirée ou refusée, ou qu'un brevet est délivré. Le contenu informationnel du document tel qu'il est déposé (ou en d'autres termes prosaïques, le morceau de papier), est un fait historique qui persiste et existe à perpétuité. L'expression "demande" est souvent employée sans avoir conscience de son ambiguïté.

## Portée géographique
Selon l'office auprès duquel une demande de brevet est déposée, cette demande peut être soit une demande de brevet dans un pays donné, soit une demande de brevet dans plusieurs pays. Les premières sont appelées "demandes (de brevet) nationales" et les secondes "demandes (de brevet) régionales".

### Applications nationales
Les demandes nationales sont généralement déposées auprès d'un office national des brevets, tel que l’Office des  brevets du Japon, pour obtenir un brevet dans le pays de cet office. La demande peut soit être déposée directement auprès de cet office, soit résulter d'une demande régionale ou d'une demande internationale en vertu du Traité de coopération sur les brevets (PCT), une fois qu'elle est entrée dans la phase nationale.

### Applications régionales
Une demande de brevet régional est une demande qui peut concerner plusieurs pays. L'Office européen des brevets (OEB) est un exemple d'office régional des brevets. L'OEB délivre des brevets qui peuvent prendre effet dans certains ou dans tous les pays signataires de la Convention sur le brevet européen (CBE), à la suite d'une unique procédure de demande.
Le dépôt et la poursuite d'une demande auprès d'un office régional de délivrance est avantageux car il permet d'obtenir des brevets dans plusieurs pays sans avoir à déposer des demandes une à une dans tous ces pays. Le coût et la complexité de l'obtention d'une protection sont donc réduits.

### Applications internationales
Le Traité de coopération en matière de brevets (PCT) est géré par l'Organisation mondiale de la propriété intellectuelle (OMPI) et propose un processus de demande centralisé, mais les brevets ne sont pas délivrés en vertu du traité.
Le système du PCT permet à un déposant de déposer une seule demande de brevet dans une seule langue. La demande, dite demande internationale, peut, ultérieurement, donner lieu à la délivrance d'un brevet dans n’emporte lequel des États contractants du PCT. L'OMPI, ou plus précisément le Bureau international de l'OMPI, effectue les nombreuses formalités d'une demande de brevet de manière centralisée, évitant ainsi d'avoir à répéter les étapes dans tous les pays où un brevet peut finalement être délivré. L'OMPI coordonne les recherches effectuées par les administrations chargées de la recherche internationale (ISA), publie les demandes internationales et coordonne l'examen préliminaire effectué par les administrations chargées de l'examen préliminaire international (IPEA). Des étapes telles que la désignation des inventeurs et des déposants et le dépôt de copies certifiées conformes des documents de priorité peuvent également être effectuées de manière centralisée et n'ont pas besoin d'être répétées.
Le principal avantage de procéder par la voie du PCT est que la possibilité d'obtenir des brevets dans un large éventail de pays est conservée, tandis que le coût d'un grand nombre de demandes est différé. Dans la plupart des pays, si une demande nationale aboutit, des dommages-intérêts peuvent être réclamés à compter de la date de publication de la demande internationale.

## Types de demandes
Les offices de brevets peuvent définir un certain nombre de types de demandes, chacune offrant des avantages différents et étant utile dans certaines situations. Chaque bureau utilise des noms différents pour les types de demandes, mais les groupes généraux sont détaillés ci-dessous. Au sein de chaque groupe, il existe un type spécifique de demandes, telles que les brevets d'invention, certificats d’obtention végétale et modèles déposés, chacun pouvant avoir ses propres règles de fond et de procédure.

### Application standard
Une demande de brevet standard est une demande de brevet contenant toutes les parties nécessaires (par exemple une description écrite de l'invention et des revendications requises pour la délivrance d'un brevet. Une demande de brevet standard peut ou non aboutir à la délivrance d'un brevet en fonction du résultat d'un examen par l'office des brevets auprès duquel elle est déposée. Aux États-Unis, une demande de brevet standard est appelée demande « non provisoire ».

### Application provisoire
Les demandes de brevet provisoire peuvent être déposées auprès d'un petit nombre d'offices de brevets, tels que l'USPTO aux États-Unis ou l’INPI en France. Une demande provisoire offre la possibilité de déposer une demande dans un dossier pour obtenir une date de dépôt (garantissant ainsi une date de priorité), mais sans les frais, ni la complexité d’une demande de brevet standard. La divulgation dans une demande provisoire peut, dans un délai limité (un an aux États-Unis ou en France), être incorporée dans une demande de brevet standard si un brevet doit être déposé. Dans le cas contraire, l'application provisoire expire. Aucun droit exécutoire ne peut être obtenu par le seul dépôt d'une demande provisoire.

### Demande de continuation
Dans certains offices, une demande de brevet peut être déposée dans le prolongement d’une demande antérieure. Une telle demande est une méthode pratique pour inclure le matériel d'une demande précédente dans une nouvelle demande lorsque l'année de priorité a expiré et qu'un approfondissement est nécessaire. Différents types d'application de continuation sont possibles, tels que « continuation » et « continuation-in-part ».

### Demande divisionnaire
Une demande de brevet divisionnaire est une demande de brevet distincte qui est séparée d'une demande originale lorsque la demande de brevet originale décrit plus d'une invention. Une demande divisionnaire ne peut contenir que l'objet de la demande à partir de laquelle elle est divisée (sa parente) et conserve la date de dépôt et de priorité de la demande parente. Les demandes divisionnaires sont utiles si une objection d'unité d'invention est émise, auquel cas d'autres inventions peuvent être protégées dans des demandes divisionnaires .

## Préparation, dépôt et poursuite

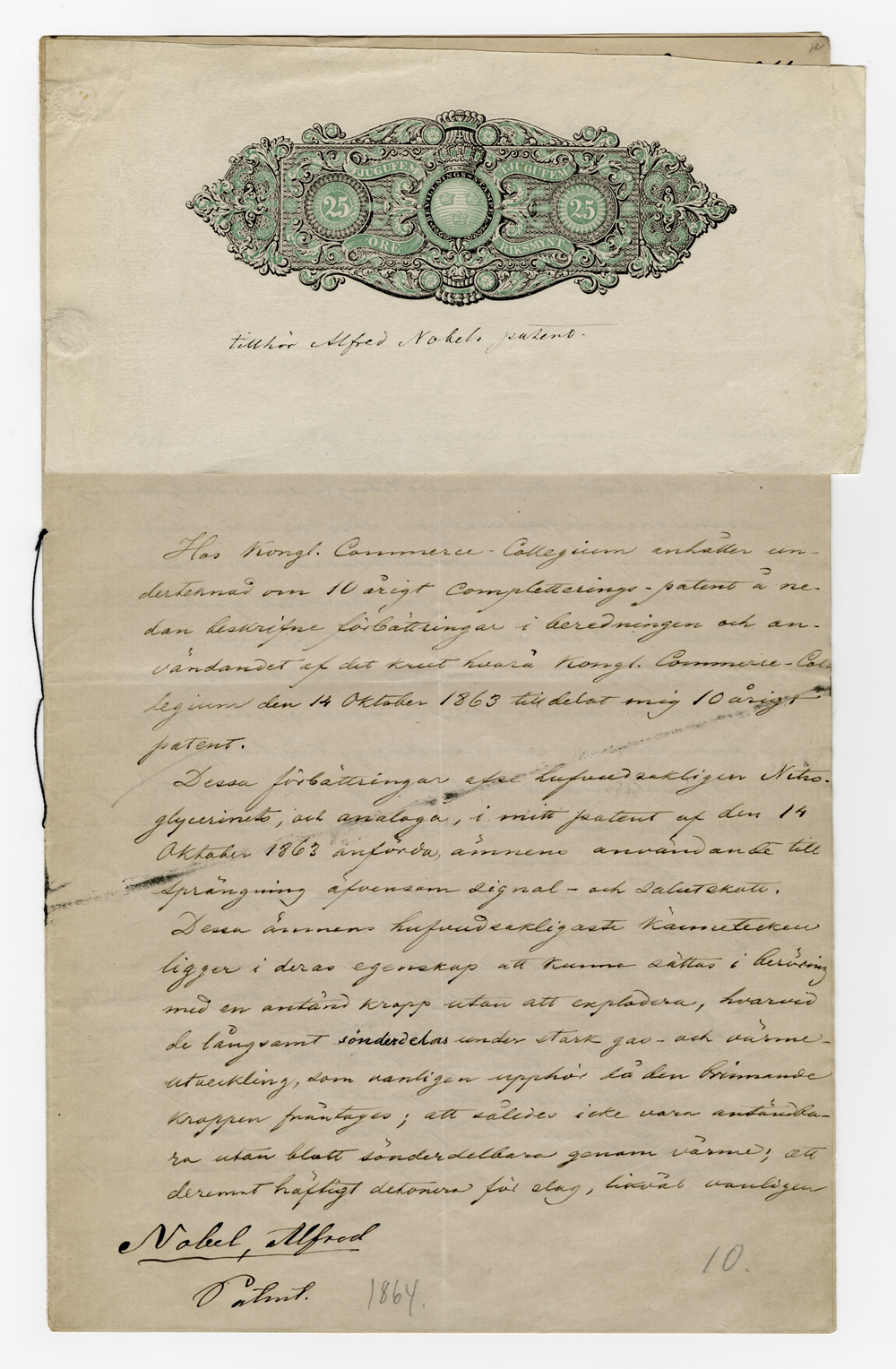
Demande de brevet suédois de 1864; Alfred Nobel demande un brevet pour les découvertes conduisant à la dynamite.

Le processus d'obtention de la délivrance d'un brevet commence par la préparation d'un cahier des charges décrivant l'invention. Cette spécification est déposée auprès d'un office des brevets pour examen et, en fin de compte, un brevet pour l'invention décrite dans la demande est soit délivré, soit refusé.

### Spécification de brevet
Un fascicule de brevet est un document décrivant l'invention pour laquelle un brevet est demandé et précisant l'étendue de la protection du brevet. En tant que telle, une spécification contient généralement une section détaillant le contexte et un aperçu de l'invention, une description de l'invention et des modes de réalisation de l'invention et des revendications, qui définissent l'étendue de la protection. Une spécification peut inclure des figures pour faciliter la description de l'invention, des séquences de gènes, microorganismes ou autres matériaux biologiques ou à un code informatique, selon le sujet de la demande. La plupart des offices de brevets exigent également que la demande comprenne un abrégé fournissant un résumé de l'invention pour faciliter la recherche. Un titre doit aussi généralement être fourni.
Chaque office des brevets a des règles relatives à la forme du mémoire descriptif, définissant des éléments tels que le format du papier, la police, la mise en page, l'ordre des sections et les en-têtes. Ces exigences varient d'un bureau à l'autre.
Puisqu'une description ne peut généralement pas être modifiée une fois qu'elle est déposée (à de rares exceptions près), il est important de la faire correctement la première fois.
Une demande de brevet contient généralement une description de l'invention et au moins une revendication visant à la définir. Une demande de brevet peut également inclure des dessins pour illustrer l'invention. De plus, un résumé est généralement exigé. Par exemple, une demande internationale (PCT) « doit contenir les éléments suivants : requête, description, revendication ou revendications, un ou plusieurs dessins (lorsque les dessins sont nécessaires à la compréhension de l'invention) et abrégé ».
Autre exemple, une demande de brevet européen consiste en "une requête en délivrance d'un brevet européen, une description de l'invention, une ou plusieurs revendications, tout dessin auquel il est fait référence dans la description ou les revendications, et un abrégé". Dans la règle 42, la CBE précise plus en détail ce que la description d'une demande de brevet européen doit contenir.

### Revendications
Les revendications d'un fascicule de brevet définissent l'étendue de la protection accordée par le brevet. Les revendications décrivent l'invention dans un style juridique spécifique, énonçant les caractéristiques essentielles de l'invention de manière à définir clairement ce qui violerait le brevet. Les revendications sont souvent modifiées au cours des poursuites pour réduire ou élargir leur portée.
Les revendications peuvent contenir un ou plusieurs ensembles hiérarchiques de revendications, chacun ayant une ou plusieurs revendications principales indépendantes énonçant la protection la plus large, et un certain nombre de revendications dépendantes qui restreignent cette protection en définissant des caractéristiques plus spécifiques de l'invention.
Aux États-Unis, les revendications peuvent être modifiées après l'octroi d'un brevet, mais leur portée ne peut pas être élargie au-delà de ce qui a été divulgué à l'origine dans la spécification. Aucun élargissement de revendication n'est autorisé au delà de deux ans après la délivrance du brevet.

### Date de dépôt
La date de dépôt d'une demande fixe une date limite après laquelle aucune divulgation publique ne peut constituer l’état de l'art (mais la date de priorité doit également être prise en compte), d’autant que, dans la plupart des juridictions, le droit à un brevet pour une invention appartient à la première personne à déposer une demande de protection de cette invention. Il est donc généralement avantageux de déposer une demande le plus tôt possible.
Pour obtenir une date de dépôt, les documents déposés doivent être conformes à la réglementation de l'office des brevets auprès duquel ils ont été déposés. Un mémoire descriptif complet conforme à toutes les règles peut ne pas être requis pour obtenir une date de dépôt. Par exemple, au Royaume-Uni, les revendications et un abrégé ne sont pas nécessaires pour obtenir une date de dépôt, mais peuvent être ajoutés ultérieurement. Cependant, étant donné qu'aucun objet ne peut être ajouté à une demande après la date de dépôt, il est important qu'une demande divulgue tous les éléments pertinents à la demande au moment du dépôt. Si les conditions pour l'attribution d'une date de dépôt ne sont pas remplies, l'office des brevets informe le demandeur des irrégularités. Selon la loi de l'office des brevets en question, la correction peut être possible sans déplacer la date de dépôt, ou la demande peut se voir attribuer une date de dépôt ajustée à la date à laquelle les exigences sont remplies. Une demande déposée reçoit généralement un numéro de demande.

### Revendication prioritaire
Une demande de brevet peut revendiquer la priorité d'une ou plusieurs demandes déposées antérieurement pour profiter de la date de dépôt de ces demandes antérieures (en ce qui concerne les informations contenues dans ces demandes antérieures). Il est souhaitable de revendiquer la priorité car la date de dépôt effective antérieure réduit le nombre de divulgations de l'état de la technique, augmentant ainsi la probabilité d'obtenir le brevet.
Le système de priorité est utile pour déposer des demandes de brevet dans de nombreux pays, car le coût des dépôts peut être retardé jusqu'à un an, sans qu'aucune des demandes déposées antérieurement pour la même invention ne compte pour les demandes ultérieures.
Les règles relatives aux revendications de priorité sont conformes à la Convention de Paris pour la protection de la propriété industrielle, et les pays qui prévoient un système de priorité conforme à la Convention de Paris sont dits pays conventionnés. Ces règles ne doivent pas être confondues avec les règles du Traité de coopération en matière de brevets, décrites ci-dessus.

### Les problèmes de sécurité
De nombreux offices nationaux de brevets exigent qu'une habilitation de sécurité (voir Habilitation de sécurité en France) soit accordée avant le dépôt d'une demande de brevet dans un pays étranger. Une telle autorisation est destinée à protéger la sécurité nationale en empêchant la diffusion et la publication de technologies liées (entre autres) à la guerre ou aux armes nucléaires.
Les règles varient selon les offices de brevets, mais en général, toutes les demandes déposées sont examinées et si elles contiennent des éléments pertinents, une ordonnance de confidentialité peut être imposée. Cette ordonnance peut empêcher la publication de la demande, et/ou le dépôt à l'étranger de brevets relatifs à l'invention.
Si l'on souhaite déposer une demande dans un pays autre que le pays de résidence de l'inventeur, il peut être nécessaire d'obtenir une licence de dépôt à l'étranger auprès de l'office national des brevets de l'inventeur pour permettre le dépôt à l'étranger. Certains bureaux, tels que l'USPTO, peuvent accorder une licence automatique après un délai spécifié (par exemple, 6 mois), si une ordonnance de confidentialité n'est pas émise dans le cadre de ce délai.

### Publication
Les demandes de brevet sont généralement publiées 18 mois après la première date de priorité de la demande. Avant cette publication, la demande est conservée confidentielle par l'office des brevets. Après publication, selon les règles locales, certaines parties du dossier de demande peuvent rester confidentielles, mais il est courant que toutes les communications partagées par un demandeur (ou son agent) et l'office des brevets soient accessibles au public.
La publication d'une demande de brevet marque la date à laquelle elle devient accessible au public et donc à laquelle elle constitue l'état de la technique complet pour d'autres demandes de brevet dans le monde.

### Brevet en instance
L'expression brevet en instance ("patent pending" en anglais) est un avertissement qui précise qu'une invention présumée fait l'objet d'une demande de brevet. Le terme peut être utilisé pour marquer les produits contenant l'invention afin d'avertir un tiers du fait que le tiers peut enfreindre un brevet si le produit est copié après l'octroi du brevet. Les règles d'utilisation du terme pour marquer des produits varient d'un office de brevets à l'autre, tout comme les avantages d'un tel marquage. En général, il est permis d'appliquer le terme brevet en instance à un produit s'il existe, en fait, un brevet en instance pour toute invention mise en œuvre dans le produit.

### Objet brevetable
Les brevets sont délivrés pour la protection d'une invention, mais alors qu'une invention peut se produire dans n'importe quel domaine, les lois sur les brevets ont des restrictions sur les domaines dans lesquels des brevets peuvent être délivrés. Ces restrictions sont connues sous le nom d'exclusions de la brevetabilité.
La portée de l'objet brevetable est nettement plus large aux États-Unis qu'en Europe. Par exemple, en Europe, des choses telles que les logiciels informatiques ou les méthodologies de performances mentales ne sont pas brevetables. Le sujet de ce qui devrait être brevetable ou pas est très controversé, notamment en ce qui concerne les logiciels et les méthodologies commerciales.

### Recherche et examen
Après dépôt, systématiquement, ou dans certaines juridictions, sur requête, une recherche est effectuée lors de la demande de brevet. Le but de la recherche est de révéler l’état de l'art pouvant être pertinent pour la brevetabilité de l'invention présumée (c'est-à-dire pertinent pour ce qui est revendiqué, l'"objet revendiqué"). Le rapport de recherche est publié, généralement avec la demande 18 mois après la date de priorité de la demande, et est en tant que tel un document public. Le rapport de recherche est utile au déposant pour déterminer si la demande doit être poursuivie ou s'il existe un état de l'art qui empêche la délivrance d'un brevet utilisable, auquel cas la demande peut être abandonnée avant que le déposant n'engage de nouvelles dépenses. Le rapport de recherche est également utile au public et aux concurrents, afin qu'ils puissent avoir une idée de l'étendue de la protection qui peut être accordée à la demande de brevet en instance. 
Dans certaines juridictions, dont aux États-Unis, une recherche distincte n'est pas effectuée, mais plutôt la recherche et l'examen sont combinés. Dans ce cas, aucun rapport de recherche distinct n'est délivré et ce n'est qu'après examen de la demande que le déposant est informé de l'état de l’art jugé pertinent par l'examinateur de l'office des brevets.
L'examen est le processus qui permet de s'assurer qu'une demande est conforme aux exigences des lois sur les brevets applicables. L'examen est généralement un processus itératif, par lequel l'office des brevets notifie au déposant son objection. Le demandeur peut répondre par un argument ou un amendement pour surmonter l'objection. La modification et l'argument peuvent alors être acceptés ou rejetés, déclenchant une réponse supplémentaire, et ainsi de suite, jusqu'à ce qu'un brevet soit délivré ou que la demande soit abandonnée ou refusée. Étant donné que l'examen des demandes de brevet peut être un processus long, de nombreux offices de brevets, dont l'USPTO et d'autres offices nationaux de brevets, ont mis en place plusieurs programmes d'examen prioritaire. Ces programmes ciblaient des domaines spécifiques ou des petites entreprises. Des études post-programme ont révélé que les petites entreprises (moins de 500 employés) sont presque 4 fois plus susceptibles que les grandes entreprises de demander un examen accéléré du brevetage prioritaire. De plus, les brevets examinés dans le cadre du programme Track One de l'USPTO étaient jusqu'à 44 % plus susceptibles être cité.

### Délivrance du brevet
Une fois que la demande de brevet est conforme aux exigences de l’office des brevets compétent et jugé recevable, le déposant doit acquitter une redevance de maintien en vigueur (aussi nommée "annuité" du brevet) chaque année jusqu’à l'expiration du brevet (20 ans au maximum après la date de dépôt de la demande). Dans certains systèmes de brevets régionaux, tels que le système européen des brevets, la validation du brevet exige que le demandeur fournisse des traductions de la demande dans le langues officielles des États dans lesquels ils souhaitent être protégés.
La délivrance réelle du brevet intervient environ 3 ans après le dépôt; mais même si la délivrance intervient longtemps après le dépôt, l’invention est protégée à partir du jour du dépôt de la demande de brevet.
La date de délivrance met effectivement fin à la poursuite d'une demande spécifique, après quoi les autres demandes ne peuvent être déposées, et établit la date à laquelle la contrefaçon peut être accusée.

### Post-délivrance ou subvention
De nombreuses juridictions exigent le paiement périodique de taxes de maintien en vigueur pour conserver la validité d'un brevet après sa délivrance et pendant sa durée. Le non-paiement des taxes dans les délais entraîne la perte de la protection du brevet.
La validité d'un brevet délivré peut également faire l'objet de contestations postérieures à la délivrance de divers types, dont certaines peuvent amener l'office des brevets à réexaminer la demande.

## Tendances des demandes de brevets
En 2020, 3,3 millions de demandes de brevet ont été déposées dans le monde. Cela représente une augmentation de 1,6 % par rapport à 2019.
| Année | Nombre de candidatures | Taux de croissance (%) |
| ----- | ---------------------- | ---------------------- |
| 2006  | 1 791 700              | 5,2                    |
| 2007  | 1 874 700              | 4,6                    |
| 2008  | 1 930 000              | 2,9                    |
| 2009  | 1 855 900              | -3,8                   |
| 2010  | 1 997 400              | 7,6                    |
| 2011  | 2 158 200              | 8,1                    |
| 2012  | 2 356 500              | 9,2                    |
| 2013  | 2 556 000              | 8,5                    |
| 2014  | 2 671 800              | 4,5                    |
| 2015  | 2 878 200              | 7,7                    |
| 2016  | 3 116 900              | 8,3                    |
| 2017  | 3 161 200              | ..                     |
| 2018  | 3 325 500              | 5,2                    |
| 2019  | 3 226 100              | -3,0                   |
| 2020  | 3 276 700              | 1,6                    |

Remarque : Les totaux mondiaux sont des estimations de l'OMPI basées sur des données couvrant 161 offices de brevets. Ces totaux incluent les demandes déposées directement auprès des offices nationaux et régionaux et les demandes introduites dans les offices via la phase nationale du Traité de coopération en matière de brevets (le cas échéant). Les données de la Chine antérieures à 2017 ne sont pas comparables en raison d'un changement de méthodologie. En raison de cette rupture dans les séries de données et du nombre élevé de dépôts en Chine, il n'est pas possible de faire état d'un taux de croissance précis pour 2017 au niveau mondial.

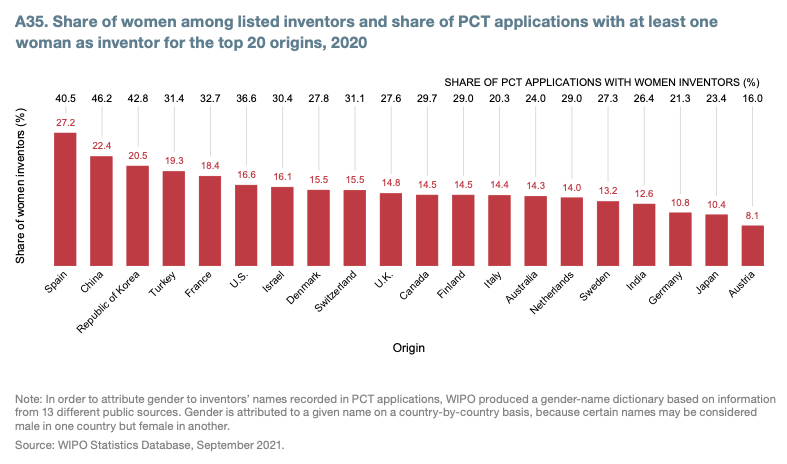
Part des femmes parmi les inventeurs répertoriés et part des demandes selon le PCT avec au moins une femme comme inventeur pour les 20 premières origines en 2020

En 2020, les femmes représentaient 16,5 % de tous les inventeurs répertoriés dans les demandes au titre du Traité de coopération en matière de brevets et les hommes les 83,5 % restants. La proportion de femmes inventeurs est passée de 11,3 % en 2006 à 16,5 % en 2020. De plus, la proportion de femmes inventeurs a augmenté dans toutes les régions du monde au cours de la dernière décennie. Environ 33,7% des demandes PCT ont nommé au moins une femme comme inventeur en 2020, et 95,9% ont nommé au moins un homme comme inventeur. La part des demandes PCT avec au moins une femme comme inventeur est passée de 22% en 2006 à 33,7% en 2020, tandis que la part de celles avec au moins un homme comme inventeur a diminué au cours de la même période, passant de 97,3% à 95,9 %.
L'écart entre les sexes parmi les inventeurs du PCT varie considérablement d'un pays à l'autre. Parmi les 20 principales origines, l'Espagne (27,2 %), la Chine (22,4 %) et la République de Corée (20,5 %) avaient la plus grande proportion d'inventeurs qui étaient des femmes en 2020. A l'inverse, l'Allemagne (10,8%), le Japon (10,4%) et l'Autriche (8,1%) avaient les plus faibles.
Les domaines technologiques liés aux sciences de la vie avaient des parts relativement élevées de demandes selon le PCT avec des femmes inventeurs en 2020. Les femmes représentaient plus du quart des inventeurs répertoriés dans les demandes PCT publiées dans les domaines de la biotechnologie (29,5 %), de la chimie alimentaire (29,4 %), de la pharmacie (28,6 %), de l'analyse de matériaux biologiques (25,9 %) et de la chimie organique fine (25,2 %).

## Voir également
- Traité sur le droit des brevets (PLT)
- Preuve de concept
- Traité de Budapest sur la reconnaissance internationale du dépôt des micro-organismes aux fins de la procédure en matière de brevets (Traité de Budapest)

## Sources
- (en) Cet article est partiellement ou en totalité issu de l’article de Wikipédia en anglais intitulé « Patent application » (voir la liste des auteurs).

 Cet article intègre du contenu sous licence libre.  Licence sous CC-BY-4.0. Texte tiré de World Intellectual Property Indicators 2022,   WIPO.  

## Sources externes
- « Brevets en France - La procédure française (INPI) », sur Sedlex (consulté le 31 décembre 2023)
- « Brevets », sur wipo.int (consulté le 31 décembre 2023)